# Dani Rebollo
Daniel Rebollo Franco (Lepe, Provincia de Huelva, España, 10 de diciembre de 1999) es un futbolista español. Juega de portero en el Gimnastìc de Tarragona de la Primera Federación RFEF.

## Trayectoria
Nacido en Lepe, Huelva, es un guardameta formado en el Punta del Caimán AD, hasta que en 2017, ingresó en la estructura del Real Betis Balompié para jugar en el Juvenil "A" de División de Honor.
En la temporada 2018-19, debutaría con el Betis Deportivo Balompié en Tercera División. Tras ascender en la temporada siguiente a la Segunda División B de España, se mantendría las siguientes temporadas en el filial bético en la categoría de bronce.
Pese a jugar de portero, en marzo de 2021 anotó un gol de cabeza en el partido clasificatorio del Betis Deportivo a Primera RFEF.
En la temporada 2021-22, el canterano del conjunto bético participó en 23 encuentros con el Betis Deportivo Balompié en Primera RFEF y alternó dinámica de entrenamientos con el primer equipo verdiblanco, sin llegar a debutar bajo las órdenes de Manuel Pellegrini. 
El 8 de julio de 2022, firma por el Real Zaragoza de la Segunda División de España. En la temporada 2022-23 juega 26 partidos en Segunda Federación con el filial, el Deportivo Aragón. El 10 de diciembre de 2022 debuta con el primer equipo en Segunda División, en un partido contra la SD Huesca. El 15 de junio de 2023, se confirma su renovación por dos temporadas hasta 2025.
El 21 de julio de 2024, firman por el Gimnastíc de Tarragona, un contrato hasta el 30 de junio de 2025, más una campaña opcional.

## Clubes
| Club                   | País   | Año         |
| ---------------------- | ------ | ----------- |
| Betis Deportivo        | España | 2017 - 2022 |
| Deportivo Aragón       | España | 2022 - 2023 |
| Real Zaragoza          | España | 2023 - 2024 |
| Gimnastíc de Tarragona | España | 2024 - Act. |